# Sapin-sapin
El sapin-sapin (‘capas’) es un postre filipino hecho con capas de arroz glutinoso y coco. Se prepara con harina de arroz, leche de coco, azúcar, agua y colorantes, espolvoreándose por encima con coco rayado. Es muy reconocible por sus capas, cada una de un color diferente. Ha sido descrito como "un blancmange con varias capas coloreadas, endulzado y aromatizado con leche de coco".